# Embentschime
Die Embentschime (russisch Эмбенчиме) ist ein nordwestlicher bzw. rechter Zufluss des Kotschetschum im Putoranagebirge, dem Nordwestteil des Mittelsibirischen Berglands, im Norden der russischen Region Krasnojarsk.

## Verlauf
Die Embentschime entspringt im Südteil des Putoranagebirges auf der Ostflanke eines 1031 m hohen Bergs. Sie durchfließt die unbesiedelten Südostausläufer des Gebirges in überwiegend südöstlicher Richtung und verläuft dabei in einem Tal des Sywermaplateaus durch Zonen der Waldtundra. Schließlich mündet sie auf etwa 214 m Höhe in den Kotschetschum.

## Zuflüsseund Eisgang
Zu den zahlreichen Zuflüssen der Embentschime gehören Chonogda, Tschurbukan und Korondotschana. Der Fluss ist etwa von Oktober bis Ende Mai von Eis bedeckt. Wenn anschließend der Permafrostboden der Region antaut und Eis und Schnee schmelzen, entstehen oftmals starke Hochwasser.